# Ernst Gerhard Rüsch
Ernst Gerhard Rüsch (* 10. Februar 1917 in St. Gallen; heimatberechtigt in Brunnadern und (seit 1957) auch in St. Gallen; † 8. April 1997 in Horn) war ein Schweizer reformierter Theologe und Bibliothekar.

## Leben
Rüsch wurde als jüngstes Kind von Gottfried und Clara Rüsch-Gönninger geboren. Er studierte in Basel Theologie und wurde am 19. Mai 1940 ordiniert. Er war Gemeindepfarrer, Gymnasiallehrer, Schulleiter und Bibliothekar in den Kantonen St. Gallen, Graubünden, Thurgau und Schaffhausen. Er erwarb bei Fritz Blanke 1952 den Doktortitel und habilitierte sich 1954 an der Züricher Fakultät. 1970 wurde er zum Titularprofessor ernannt.

## Schriften (Auswahl)
- Tuotilo, Mönch und Künstler. Beiträge zur Kenntnis seiner Persönlichkeit. St. Gallen 1953, OCLC 887409491.
- Toleranz. Eine theologische Untersuchung und eine aktuelle Auseinandersetzung. Zollikon-Zürich 1955, OCLC 10852212.
- Vom Humanismus zur Reformation. Aus den Randbemerkungen von Oswald Myconius zum «Lob der Torheit» des Erasmus von Rotterdam. Basel 1984, OCLC 479508664.
- Woluff vom Pflegel und vom Pflug. Reisläufergeschichten aus dem alten St. Gallen. Aus dem Diarium von Johannes Rütiner. St. Gallen 1993, ISBN 3-9520021-5-1.